# 4月22日
4月22日在一年当中是第112天（闰年则是113天），距离一年的结束还有253天。

## 大事记

### 20世紀以前
- 353年：东晋书法家王羲之与谢安、孙绰等名士举办集会，其后为此撰写《兰亭集序》。
- 1370年：為了防禦英國軍隊進攻，法國國王查理五世下令在巴黎興建防禦工事巴士底。
- 1418年：對立教宗若望二十三世在康士坦斯召集康士坦斯大公會議，天主教會大分裂結束。
- 1500年：葡萄牙探险家佩德罗·卡布拉尔尔率领的船队到达巴西，并宣布该地属于葡萄牙。
- 1509年：在英格兰都铎王朝首任国王亨利七世逝世后，其子亨利八世继任成为英格兰国王。

### 20世紀
- 1906年：1906年奥运会希腊雅典开幕。这次综合运动会是在第三届与第四届的奥林匹克运动会之间所举办的，故称为“届间运动会”，是届综合运动会也没有被国际奥林匹克委员会承认。
- 1911年：清朝政府以美國退回的部分義和團運動庚子賠款作為資金，創辦了後來在中國發展成為重要大學之一的清華大學。
- 1912年：俄国布尔什维克在圣彼得堡出版首份《真理报》，之后直到1914年7月第一次世界大战爆发后才被迫停刊。
- 1915年：德國軍隊在第二次伊珀爾戰役使用氯氣攻擊協約國聯軍，為首次大規模化學武器攻擊。
- 1918年：外高加索民主聯邦共和國在原屬於俄羅斯帝國的領土上成立。
- 1930年：英国、美国、日本、意大利、法国在伦敦签署《伦敦海军条约》，以限制和削减海军军备。
- 1945年：二戰柏林戰役：蘇聯紅軍開入柏林，守城的納粹德國軍隊頑強抵抗。
- 1951年：参与韩战的中国人民志愿军与部署在前线的澳洲和加拿大军队在北韩加平河附近交战，加平战斗爆发。
- 1958年：人民英雄纪念碑在北京天安门广场建成。
- 1970年：美国大规模环保运动，促成该日成为世界地球日。
- 1982年：马来西亚举行第6届选举，投票结果以马哈迪·莫哈末领导的国民阵线获胜。
- 1983年：中华民国飞行员李大维驾驶U-6A侦察机逃离台湾，在福建宁德迫降。
- 1989年：中共中央在北京人民大會堂為一周前逝世的中共中央前總書記胡耀邦舉行追悼會。
- 1991年：中華民國政府為回應台灣民主化的呼聲與本土化等政治情勢而新增《中華民國憲法增修條文》。
- 1992年：墨西哥發生一系列可燃氣體爆炸，造成206人死亡，500人受傷，15,000人無家可歸，幾十座建築物被夷為平地。
- 1993年：中華人民共和國國家航天局正式成立。
- 1995年：日本强制搜查奥姆真理教总部。
- 1997年：祕魯總統阿爾韋托·藤森下令武裝部隊突襲日本駐祕魯大使館，結束持續126天的人質危機。
- 1999年：马来西亚首相马哈迪·莫哈末在国会提呈第七大马计划中期检讨报告。

### 21世紀
- 2004年：朝鲜平安北道龙川郡发生火车爆炸事故，导致近200人死亡，1,500多人受伤，另有8,000多幢房屋被毁。
- 2014年：英超球隊曼聯宣佈解僱上任僅11個月的領隊大衛·莫耶斯。
- 2016年：氣候變遷國際條約《巴黎協定》開放簽署，已有175個締約國簽署。

## 出生
- 1451年：伊莎贝拉一世，卡斯蒂利亚女王（1504年逝世）
- 1513年：立花道雪，日本戰國武將、大友氏軍師（1585年逝世）
- 1658年：朱塞佩·托雷利，義大利小提琴家、作曲家（1709年逝世）
- 1690年：約翰·加特利，英國政治人物，曾任樞密院議長（1763年逝世）
- 1707年：亨利·菲爾丁，英國小說家、劇作家（1754年逝世）
- 1724年：伊曼努尔·康德，德国哲学家（1804年逝世）
- 1811年：奧托·黑塞，德國數學家（1874年逝世）
- 1815年：威廉·彼得斯，德國博物學家、探險家（1883年逝世）
- 1832年：朱利葉斯·斯特林·莫頓，美國農業部長，美國植樹節創辦者（1902年逝世）
- 1868年：瑪麗·瓦萊麗，奥匈帝国女大公（1924年逝世）
- 1870年：列宁，俄國革命家（1924年逝世）
- 1899年：弗拉基米爾·納博科夫，俄羅斯裔美國作家（1977年逝世）
- 1904年：罗伯特·奥本海默，美国理论物理学家（1967年逝世）
- 1909年：麗塔·列維-蒙塔爾奇尼，義大利神經生物學家，1986年諾貝爾生理學或醫學獎得主（2012年逝世）
- 1916年：耶胡迪·梅纽因，美國小提琴家、指揮家（1999年逝世）
- 1919年：唐納德·克拉姆，美國有機化學家，1987年諾貝爾化學獎得主（2001年逝世）
- 1920年：白楊，中國電影演員（1996年逝世）
- 1922年：雅各·史蒂芬·阿萊克西，海地小說家、詩人（1961年逝世）
- 1928年：愛絲黛兒·哈里斯，美國女演員、配音員（2022年逝世）
- 1929年：迈克尔·阿蒂亚，黎巴嫩裔英國數學家（2019年逝世）
- 1932年：富田勳，日本作曲家（2016年逝世）
- 1937年：杰克·尼科尔森，美國男演員
- 1938年：三宅一生，日本時尚設計師（2022年逝世）
- 1941年：阿米爾·伯努利，以色列計算機科學家（2009年逝世）
- 1943年：路易丝·格吕克，美國詩人、散文家，2020年諾貝爾文學獎得主（2023年逝世）
- 1944年：史蒂夫·福塞特，美國企業家、探險家（2007年逝世）
- 1946年：約翰·華特斯，美國導演、編劇、製片人、作家、演員、視覺藝術家、藝術收藏家
- 1950年：周融，香港主持人
- 1954年：韓正，中國政治人物，現任中華人民共和國國務院副總理
- 1955年：杜琪峯，香港電影導演、監製
- 1955年：博尼·卡浦爾，印度電影監製
- 1957年：川浪葉子，日本女性聲優（2025年逝世）
- 1957年：魯振順，香港演員
- 1957年：唐納德·圖斯克，波蘭政治人物，現任波蘭總理
- 1959年：瓦哈根·哈恰圖良，亞美尼亞政治人物，現任亞美尼亞總統
- 1960年：李紀珠，臺灣學者、政治人物
- 1962年：奧利維爾·卡迪奇，法國政治人物，前法國參議院議員
- 1963年：肖恩·洛克，英國演員（2021年逝世）
- 1964年：中田讓治，日本男性聲優、演員
- 1966年：杰弗里·迪恩·摩根，美國演員
- 1967年：周立波，中國演員、主持人
- 1967年：娜格瑪·穆罕默德·馬利克，印度外交官
- 1968年：亞歷山大·奧克桑琴科，烏克蘭戰鬥機飛行員、烏克蘭英雄（2022年逝世）
- 1969年：滿文軍，中國歌手
- 1970年：王濤，中國男子足球運動員（2022年逝世）
- 1970年：黎晶，菲律賓女歌手、演員、唱片製作人
- 1970年：西本智實，日本女性指揮家
- 1971年：艾力·馬比烏斯，美國演員
- 1976年：嚴基俊，韓國男演員
- 1977年：智海，香港漫畫家
- 1978年：戴佩妮，馬來西亞創作歌手
- 1979年：陽建福，台灣棒球選手
- 1979年：路嘉欣，台灣演員
- 1980年：吳珉錫，韓國演員
- 1981年：朱慧敏，香港演員
- 1982年：下屋則子，日本女性聲優
- 1982年：卡西迪·弗里曼，美國演員
- 1982年：卡卡，巴西足球選手
- 1982年：米歇爾·雷恩，英國演員
- 1984年：曾愷玹，台灣女演員
- 1984年：賈得熙，韓國女演員
- 1985年：孫驍驍，中國主持人、演員
- 1985年：山姆·柯曼，美國企業家，現任OpenAI執行長
- 1986年：張弦子，台灣歌手
- 1986年：安柏·赫德，美國女演員、模特兒
- 1987年：張夢兒，中國演員
- 1988年：楊時睿，台灣政治人物
- 1988年：曾可青，台灣女藝人
- 1989年：中田翔，日本棒球選手
- 1989年：藤田麻美，日本女性聲優
- 1990年：凱文·基爾邁爾，美國職業棒球運動員
- 1991年：齊藤壯馬，日本男性聲優
- 1991年：萊奧妮·貝內施，德國女演員
- 1993年：柳和榮，韓國女子偶像團體T-ara前成員
- 1994年：Hyojin，韓國男子偶像團體ONF成員
- 1994年：張晚意，中國男演員
- 1996年：高允貞，韓國女演員
- 2000年：李庚希，中國女演員

## 逝世
- 835年：空海，日本高野山真言宗開山祖師，唐密第八祖（774年出生）
- 1208年：普瓦圖的菲利普，達勒姆主教（生年不詳）
- 1776年：朝鮮英祖李昑，朝鮮王朝第21代國王（1694年出生）
- 1833年：理查·特里維西克，英國發明家、礦業工程師，蒸氣機車的發明者（1771年出生）
- 1842年：亨利·康威爾，美國天主教會主教（1748年出生）
- 1900年：拉巴赫·祖拜爾，蘇丹民族英雄
- 1933年：亨利·萊斯爵士，英國工程師，勞斯萊斯創辦人之一（1863年出生）
- 1938年：刘桂五，中华民国国民革命军骑兵第5师师长（1902年出生）
- 1945年：珂勒惠支，德國版畫家（1867年出生）
- 1947年：黃媽典，嘉義醫師，政治家，實業家，曾對嘉義撲殺鼠疫有所貢獻。（1893年出生）
- 1961年：雅各·史蒂芬·阿萊克西，海地小說家、詩人（1922年出生）
- 1964年：馬師曾，粵劇演員（1900年出生）
- 1983年：林巧稚，中國婦產科專家（1901年出生）
- 1984年：安塞爾·亞當斯，美國攝影師（1902年出生）
- 1990年：葉宏甲，臺灣漫畫家，代表作《諸葛四郎》（1923年出生）
- 1992年：康克清，中國婦女運動領導人，朱德之妻（1911年出生）
- 1993年：西園寺公一，日本政治家，日中友協創始人（1906年出生）
- 1994年：尼克松，美國前總統（1913年出生）
- 2005年：包洛奇，英國藝術家（1924年出生）
- 2006年：孟二冬，中國古代文學專家（1957年出生）
- 2011年：蔣世豪，香港足球運動員（1975年出生）
- 2013年：程乃珊，中國女作家（1946年出生）
- 2015年：彭福，英國陸軍少將，香港賽馬會首任總經理（1916年出生）
- 2023年：朱銘，臺灣雕刻家（1938年出生）
- 2023年：徐遐生，臺裔美國天文學家（1943年出生）

## 节假日和习俗
- 世界地球日
- 國際地球母親日（英语：International Mother Earth Day）
- 世界法律日